# Людвіг Крювель
Людвіг Крювель (нім. Ludwig Crüwell; нар. 20 березня 1892, Дортмунд — пом. 25 вересня 1958, Ессен) — німецький воєначальник часів Третього Рейху, генерал танкових військ Вермахту (1941). Кавалер Лицарського хреста Залізного хреста з дубовим листям (1941). Учасник Першої та Другої світових війн.

## Біографія
Людвіг Крювель народився 20 березня 1892 року у місті Дортмунд у прусській провінції Вестфалія. У березні 1911 року поступив на військову службу фанен-юнкером до 9-го драгунського полку «Короля Карла I Румунського» (1-го ганноверського), що дислокувався в Меці. Пройшов курс підготовки офіцера у військовому училищі в Бад-Герсфельді. 18 серпня 1912 року випустився з присвоєнням військового звання лейтенант.
Військова кар'єра
- березень 1911 — фанен-юнкер
- 6 липня 1911 — фанен-юнкер-унтерофіцер
- 18 листопада 1911 — фенріх
- 18 серпня 1912 — лейтенант
- 27 січня 1916 — оберлейтенант
- 1 травня 1922 — ротмістр
- 1 жовтня 1931 — майор
- 1 квітня 1934 — оберстлейтенант
- 1 березня 1936 — оберст
- 1 грудня 1939 — генерал-майор
- 1 вересня 1941 — генерал-лейтенант
- 17 грудня 1941 — генерал танкових військ

З початком Першої світової війни на Західному фронті. У січні 1916 року підвищений у званні до обер-лейтенанта. 17 вересня 1916 року призначений полковим ад'ютантом у своєму драгунського полку. Наприкінці війни командир роти в 450-му піхотному полку. У 1918 році служив ад'ютантом 19-ї ландверної піхотної бригади, війну закінчив офіцером Генерального штабу при 33-ій піхотній дивізії. За бойові заслуги відзначений Залізними хрестами обох ступенів.
Після завершення війни залишився на військовій службі в рейхсвері. Л.Крювель проходив службу на різних командних та штабних посадах. З 1 жовтня 1928 до 31 січня 1931 — командував ескадроном у 12-му Саксонському рейтарському полку. Після трансформації німецької кінноти в танкові війська пройшов курси спеціальної перепідготовки, командував різними підрозділами. Напередодні війни начальник відділу в штабі сухопутних військ, оберст.
З початком вторгнення гітлерівських військ до Польщі оберквартирмейстер 16-ї польової армії генерала від інфантерії Е.Буша. 1 грудня 1939 року присвоєне звання генерал-майор.
У травні-червні 1940 року — Людвіг Крювель брав участь у Французькій кампанії. Нагороджений планками до Залізних хрестів обох ступенів (повторне нагородження).
З 1 серпня 1940 по 14 серпня 1941 року — командир 11-ї танкової дивізії. У квітні 1941 року на чолі танкової дивізії брав участь у захопленні Югославії. 14 травня 1941 року за підсумками кампанії нагороджений Лицарським хрестом Залізного хреста.
З 22 червня 1941 — брав участь у німецько-радянській війні. 11-та танкова дивізія XXXXVIII-го моторизованого корпусу 1-ї танкової групи генерал-полковника Е. фон Кляйста билась на південному фланзі Східного фронту. Л.Крювель командував дивізією в боях під Радеховом, під Острогом, під Дубно, під Уманню, за Київ.
15 серпня 1941 року генерал-лейтенант Л. Крювель був відкликаний до резерву фюрера. 31 липня отримав призначення на посаду командира німецького корпусу «Африка» під командування генерала Е.Роммеля, який паралельно призначався командувачем танкової армії «Африка», котра складалась з двох танкових і одної піхоної дивізії вермахту. 1 вересня Л. Крювель нагороджений дубовим листям до Лицарського хреста (№ 34).
Через проблеми зі здоров'ям генерал-лейтенант Л. Крювель прийняв посаду 15 вересня і відразу розпочав активну діяльність у військах.
29 травня 1942 року під час інспекційного польоту на літаку Fi 156 своїх військ поблизу Газали пілот літака помилково прийняв британські війська за німецькі та приземлився поруч із солдатами противника, які відразу захопили в полон німецького генерала — командира корпусу.
Німецький генерал був переправлений до Англії, де утримувався у спеціалізованому таборі для високопосадовців-військовополонених у Трент-парку. 22 травня 1943 року до Л. Крювеля британці навмисно підсадили іншого захопленого в полон в Африці генерала танкових військ В. фон Тома, який при спілкуванні невільно викрив таємниці нацистських розробок ракетної зброї, так званої «зброї відплати», Фау-1 та Фау-2 на полігоні в Пенемюнде, куди він їздив разом з головнокомандувачем сухопутних військ генерал-фельдмаршалом В. фон Браухічем. Завдяки такій інформації британська повітряна розвідка змогла виявити та з часом завдати бомбових ударів по інфраструктурі ракетного полігону й у такій спосіб зірвати терміни введення до строю німецької найсучаснішої зброї.
У квітні 1947 року звільнений.

## Звання

### Перша світова війна
- Залізний хрест
  - 2-го класу (20 вересня 1914)
  - 1-го класу (17 вересня 1916)
- Ганзейський Хрест (Гамбург) (24 березня 1917)

### Міжвоєнний період
- Сілезький Орел
  - 2-го ступеня
  - 1-го ступеня (15 квітня 1921)
- Почесний хрест ветерана війни з мечами (23 жовтня 1934)
- Медаль «За вислугу років у Вермахті» 4-го, 3-го, 2-го і 1-го класу (25 років) (2 жовтня 1936)
- Орден Заслуг (Угорщина), командорський хрест (25 серпня 1938)
- Медаль «У пам'ять 1 жовтня 1938»

### Друга світова війна
- Застібка до Залізного хреста
  - 2-го класу (22 травня 1940)
  - 1-го класу (6 червня 1940)
- Лицарський хрест Залізного хреста з дубовим листям
  - Лицарський хрест (14 травня 1941)
  - Дубове листя (№34; 1 вересня 1941)
- Нагрудний знак «За танкову атаку» в сріблі (19 серпня 1941)
- Срібна медаль «За військову доблесть» (Італія) (12 лютого 1942)
- Відзначений у Вермахтберіхт
  - «Під час розвідувального польоту над ворожими рядами генерал танкових військ Крювель був збитий потрапив у британський полон.» (2 червня 1942)
- Нарукавна стрічка «Африка»